# Сфагнум Варнсторфа
Сфагнум Варнсторфа (Sphagnum warnstorfii) — вид мохів порядку торфовикальних (Sphagnales).

## Поширення
Батьківщиною є Європа, Північна Америка, Азія.
Цей сильно мінеротрофний вид утворює пухкі килими і невисокі купини на багатих болотах і балках, на вологих луках, на сирому ґрунті в зарослих канавах, по берегах струмків, у заболочених лісах, у мохових і лишайниково-мохових тундрах, рідше край верхових боліт. Цей вид переважно росте в умовах від слабокислого до більш нейтрального рН, але також переносить умови, багаті основами. Цей вид може зустрічатися як на відкритих місцях існування, так і під досить густим пологом чагарників і дерев..

## Характеристика
Рослини дрібні чи рідше середнього розміру, стрункі, головчасті плосковерхі і зірчасті; колір зелений або темно-пурпурно-червоний і зелений, рідко зелений усюди, часто з характерним синюватим відтінком у сухому стані. Стебла від червоного до зеленого забарвлення. Стеблові листки від трикутно-язичкових до язичкових, 1,1–1,4 мм, верхівка широко-заокруглена до вузько зрізаної, облямівка біля основи дуже широка (понад 0,3 ширини). Гілки довгі та звужені. Листя гілок яйцювато-ланцетні, 0,9–1,4 мм, увігнуті, прямі, верхівка закручена. Вид дводомний. Спори 17–26 мкм, дрібнопапілозні з обох поверхонь